# ソレダケ / that’s it
『ソレダケ/that's it』（ソレダケ/ザッツイット）は、2015年に公開された日本の映画。

## 概要
石井岳龍（a.k.a聰亙）監督の『ELECTRIC DRAGON 80000V』以来、14年ぶりのロック映画作品である。bloodthirsty butchersの楽曲から着想を得て制作され、タイトルも同バンドの楽曲名からとられた。
映画が公開されたテアトル新宿では7月26日からbloodthirsty butchersの楽曲「デストロイヤー」「youth パラレルなユニゾン」「ディストーション」3作のミュージックビデオを併映する企画を開催し、7月30日の終映後には映画の秘蔵メイキング映像も上映された。
2015年8月27日からカナダで行われる第39回モントリオール世界映画祭フォーカス・オン・ワールド・シネマ部門への正式出品や、同年9月24日からオランダで行われるカメラジャパン・フェスティバルでの上映、第23回レインダンス映画祭出品が決定した。

## キャスト
- 大黒砂真男（だいこく さまお） - 染谷将太
- 南無阿弥（なんむ あみ） - 水野絵梨奈
- 恵比寿大吉（えびす だいきち） - 渋川清彦
- 猪神楽彦（いぬがみ らくひこ） - 村上淳
- 千手完（せんじゅ かん） - 綾野剛
- 影山譲 - 松角洋平
- 咲夜 - 瀧内公美
- 輝夜 - 桜井ユキ
- 猪神の女 - 服部紗奈
- 布袋兆児（ほてい ちょうじ） - 奥野瑛太
- 華岡盛宗（はなおか もりむね） - 近藤強
- 吉祥天女（きちじょう あまめ） - 吉谷彩子
- bloodthirsty butchers Gt & Vo - 吉村秀樹

## スタッフ
- 監督：石井岳龍
- オリジナルストーリー：石井岳龍
- 脚本：いながききよたか
- 楽曲：bloodthirsty butchers
- 製作：重村博文、久保田康、小松賢志
- スーパーバイザー：大里洋吉
- プロデューサー：大崎裕伸
- エグゼクティブプロデューサー：長谷川英行、川口貴史、近藤順也、渡邊恭子
- プロデューサー：大崎裕伸
- 脚本：いながききよたか
- 創案：石井岳龍、吉村秀樹
- 助監督：茂木克仁
- 撮影：松本ヨシユキ
- 編集：石井岳龍、武田峻彦
- 照明：三重野聖一郎
- 録音：川本七平
- 音響効果：勝俣まさとし
- 音楽：bloodthirsty butchers
- 美術デザイン：林田裕至
- 衣装：澤田石和寛
- VFX：辻本貴則
- アクションコーディネーター：園村健介

## 受賞
- 第7回TAMA映画賞 最優秀男優賞（綾野剛、『新宿スワン』ほかと合わせて）[5]
- 第25回日本映画プロフェッショナル大賞（2016年）[6]
  - 主演男優賞（染谷将太、『さよなら歌舞伎町』と合わせて）
  - ベストテン・第7位